# Kim Gwang-seok (zapaśnik)
Kim Gwang-seok (ur. 6 października 1977) – południowokoreański zapaśnik w stylu klasycznym. 
Najważniejsze osiągnięcia:
- 20. miejsce na mistrzostwach świata w 2006,
- złoto na igrzyskach azjatyckich w 2006 oraz 10. miejsce w 2010 roku,
- brązowy medal na mistrzostwach Azji w 2006 roku,
- 4. miejsce w Pucharze Świata w 2006 roku.